# Santal
Santal (santal-drvo, lat. Santalum), rod korisnog i mirisnog vazdazelenog drveća iz porodice santalovki koji je raširen po Južnoj i Jugoistočnoj Aziji, Oceaniji i Australiji. Postoji destak priznatih vrsta.
Drvo ovih vrsta poznato je kao sandalovina ili santalovina, a koristi se u proizvodnji santalovog ulja, koje se dobiva destilacijom s pomoću pare, nadcalje služi kao tamjan, u proizvodnji mirisa, za mazanje tijela, za balzamiranje i u medicini.
Tvrdo je, velike gustoće, teško se cijepa i otporno je na termite. Poznate vrste su australsko santal-drvo, mirisno santal-drvo, bijelo santal-drvo (S. album).

## Vrste
1. Santalum acuminatum
2. Santalum album
3. Santalum austrocaledonicum
4. Santalum boninense
5. Santalum ellipticum
6. Santalum fernandezianum
7. Santalum freycinetianum
8. Santalum haleakalae
9. Santalum insulare
10. Santalum lanceolatum
11. Santalum macgregorii
12. Santalum murrayanum
13. Santalum obtusifolium
14. Santalum paniculatum
15. Santalum papuanum
16. Santalum spicatum
17. Santalum yasi